# Les Misérables (2019)
Les Misérables är en fransk dramafilm från 2019 i regi av Ladj Ly (hans spelfilmsdebut), med manus skrivet av Ly, Giordano Gederlini och Alexis Manenti, baserat på Lys kortfilm med samma titel från 2017. Filmtiteln anspelar på Victor Hugos berömda roman Samhällets olycksbarn från 1862, men är inte en adaption. Filmen utspelar sig på samma plats som i romanen, Parisförorten Montfermeil, men i modern tid, i efterspelet av fotbolls-VM 2018 i Ryssland som Frankrikes landslag vann.
Filmen blev hyllad av kritiker och vann bland annat Césarpriset för bästa film. Den utsågs också till Frankrikes bidrag till kategorin Oscar för bästa internationella långfilm, men förlorade mot den sydkoreanska filmen Parasit.

## Rollista i urval
- Damien Bonnard – Brigadier Stéphane "Pento" Ruiz
- Alexis Manenti – Chris
- Djebril Zonga – Gwada
- Issa Perica – Issa
- Al-Hassan Ly – Buzz
- Steve Tientcheu – Le Maire
- Almamy Kanouté – Salah
- Nizar Ben Fatma – La Pince
- Jeanne Balibar – La commissaire